# Tour du Sénégal
Die Tour du Sénégal (deutsch Senegal-Rundfahrt) war ein senegalesisches Straßenradrennen.
Das Etappenrennen wurde erstmals 1970 ausgetragen und fand zwischen 2001 und 2010 sowie zwischen 2015 und 2019 jährlich statt.
Mit  Einführung der UCI Africa Tour im Jahre 2005 zählte die Rundfahrt mit Ausnahme der Jahre 2009, 2010 und 2015 zu dieser Rennserie und war in die Kategorie 2.2 eingestuft.

## Palmarès
| Jahr | Sieger               | Zweiter                  | Dritter               |
| ---- | -------------------- | ------------------------ | --------------------- |
| 1970 | Hakim Hamza          | Belkacem Chibane         | H. Abdallah           |
| 2001 | Christophe Lebarbier | Abdoulaye Thiam          | Jacques Castang       |
| 2002 | Andris Naudužs       | Leonardo Scarselli       | Thierry David         |
| 2003 | Leonardo Scarselli   | Abdelatif Saadoune       | Cherif Merabet        |
| 2004 | Mariano Giallorenzo  | Philippe Schnyder        | Stéphane Botherel     |
| 2005 | Alexandre Lecocq     | David Jungels            | Pascal Bouba          |
| 2006 | Łukasz Podolski      | Erwann Lolliérou         | Frédéric Geminiani    |
| 2007 | Adil Jelloul         | Abdelatif Saadoune       | Antony Rigault        |
| 2008 | Joeri Calleeuw       | Faysal Alsharaa          | Ivan Viglaský         |
| 2009 | Stéphane Roger       | Ahmed Hafiz              | Amr Mahmoud           |
| 2010 | Massamba Diouf       | Stéphane Roger           |                       |
| 2015 | Zouhair Rahil        | Patrick Kos              | Steve Houanard        |
| 2016 | Abdellah Benyoucef   | Abderrahmane Mehdi Hamza | Abderrahmane Mansouri |
| 2017 | Islam Mansouri       | Médéric Clain            | Lucas Carstensen      |
| 2018 | Dan Craven           | Abderrahmane Mehdi Hamza | Rick Nobel            |
| 2019 | Didier Munyaneza     | Hermann Keller           | Marek Čanecký         |